# Biblioteca Pública do Instituto Nacional de Estudos e Pesquisa
La Biblioteca Pública do Instituto Nacional de Estudos e Pesquisa és la principal biblioteca de Guinea Bissau localitzada a la capital Bissau. Desenvolupa les funciona de biblioteca de l'Instituto Nacional de Estudos e Pesquisa i de la veïna Universitat Amílcar Cabral, de biblioteca pública de Bissau, i de biblioteca nacional del país, i és responsable pel sistema de dipòsit legal de Guinea Bissau.
Guarda un fons de vora de 70.000 títols, repartits en els seccions principals de periòdics, monografies i documents del període colonial.

## Història
Després de la fi del domini portuguès sobre el país en 1974, la biblioteca fou fundada en 1984. Va heretar el fons de la biblioteca colonial de la Guinea Portuguesa i passà a ser responsable del dipòsit legal al país.
Durante la Guerra Civil de Guinea Bissau a partir de 1998, el fons va patir grans danys i pèrdues estimades en el 35 % de la col·lecció. Amb ajuda internacional, fou possible la recuperació de les col·leccions i dels materials i equipaments després de 2000.
Em 2011, la biblioteca pública de l'INEP va rebre una petita biblioteca americana, designada com a american corner. Sense ambaixada pròpia a Guinea Bissai amb una ambaixada més pròxima situada a Dakar, al Senegal, aquesta biblioteca americana és actualment l'única representació oficial dels Estats Units al país.